# 小野泰己
小野 泰己（おの たいき、1994年5月30日 - ）は、福岡県北九州市出身のプロ野球選手（投手・育成選手）。右投右打。オリックス・バファローズ所属。

## 経歴

### プロ入り前
北九州市立大原小学校の1年時に、ソフトボールチームの「大原イーグルス」に入団。北九州市立上津役中学校では、軟式野球部で主に投手を務めた。
折尾愛真高校への進学後は、1年秋からベンチ入りを果たす。2年時の秋からエースの座を確保したが、在学中には春夏とも甲子園球場の全国大会へ出場できなかった。3年時の秋にはプロ志望届を提出したが、ドラフト会議でどの球団からも指名されなかったため、岩手県の富士大学経済学部経営法学科へ進学した（詳細後述）。
富士大学では、2年時の春から北東北大学野球のリーグ戦に登板。3年時の秋季リーグでは、登板した4試合すべてに勝利し、通算自責点0（防御率0.00）で最優秀防御率のタイトルを獲得した。4年時の秋季リーグでも、登板した5試合で全勝し、防御率0.45という好成績でチームの優勝と明治神宮野球大会進出に貢献。MVPを獲得、ベストナインにも選ばれた。在学中には、リーグ通算22試合に登板し12勝1敗という成績を残した。大学の3学年上に山川穂高、2学年上に外崎修汰、1学年上に多和田真三郎がいた。
2016年10月20日に行われたドラフト会議では、阪神タイガースから2位指名を受け、契約金7000万円、年俸1200万円（金額は推定）で入団した。背番号は、この年限りで現役を引退した福原忍が着用していた28。担当スカウトは葛西稔。
ドラフト会議での指名後に出場した明治神宮野球大会では上武大学との1回戦に先発し、7回1失点と好投したものの、味方打線からの援護がないまま敗退した。

### 阪神時代

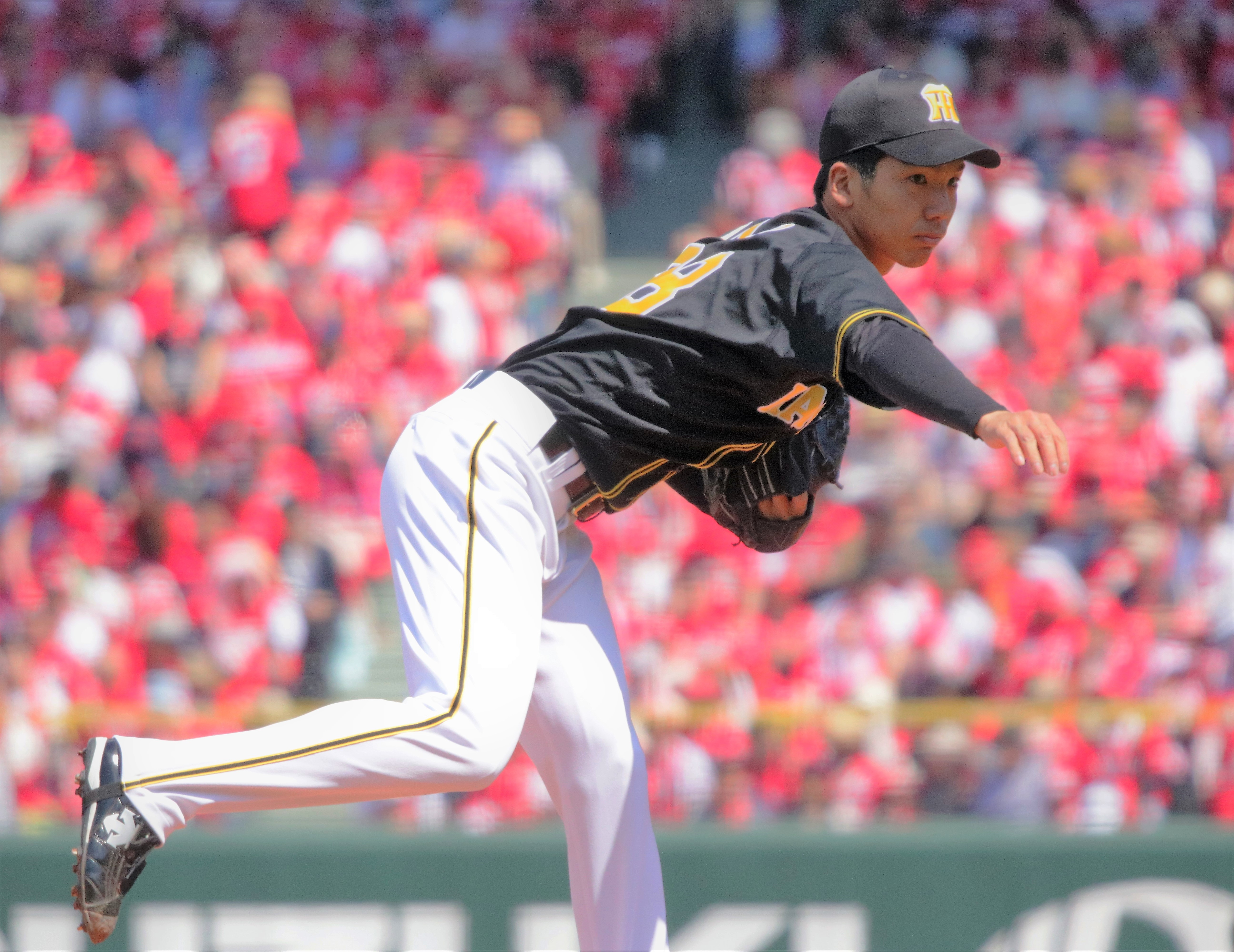
阪神タイガース時代
（2018年5月12日 マツダスタジアム）

2017年は、同期入団の新人選手から、大山悠輔・糸原健斗と共に一軍春季キャンプへ参加。キャンプ中に首脳陣から高い評価を得てキャンプ終了後も一軍に帯同すると、先発候補の1人としてオープン戦3試合に登板した。しかし、防御率が6.55に達するなど振るわず、公式戦の開幕を二軍で迎えた。5月21日の対東京ヤクルトスワローズ戦（神宮）で、先発投手として一軍公式戦にデビュー。セ・パ交流戦の期間中に先発ローテーションに定着すると、3試合の登板で交流戦の規定投球回へ到達するとともに、0勝2敗ながら全12球団の規定投球回到達投手で10位（チームでは岩貞祐太に次ぐ2位）の防御率（2.75）を記録した。7月13日のフレッシュオールスターゲーム（草薙球場）では、ウエスタン・リーグ選抜の先発投手として、1イニングを三者凡退に抑えた。後半戦に入っても白星には遠く、8月15日の対広島東洋カープ戦（京セラドーム大阪）では、3回途中降板の末にシーズン7敗目を喫した。一軍公式戦での初登板から7連敗を喫した阪神の新人投手は、小野が初めてである。しかし、13試合目の登板だった8月29日の対ヤクルト戦（甲子園）で、6回2安打無失点と好投。打撃でも3回裏の第1打席で公式戦初安打を放つなどの活躍によって、一軍公式戦での初勝利を挙げた。レギュラーシーズンでは、一軍公式戦15試合に全て先発登板し、2勝7敗、防御率4.35の成績を残した。チームのレギュラーシーズン2位で臨んだクライマックスシリーズでは、ロングリリーフ要員として調整していたが、登板機会のないままチームは横浜DeNAベイスターズとのファーストステージで敗退した。
2018年は、春季キャンプ中の紅白戦（2月7日）からオープン戦にかけての登板で、29イニング連続無失点を記録。一軍の開幕ローテーションに抜擢されると、4月4日の対DeNA戦（横浜スタジアム）でシーズン初登板・初先発・初勝利を記録した。8月中旬までは2度の3連勝などで7勝を挙げていたが、以降の試合では勝ち星に恵まれず、4連敗でシーズンを終えた。シーズン全体では、一軍公式戦23試合の登板で、7勝7敗、防御率4.77を記録。全ての登板試合で先発を任されたが、試合の序盤から多くの四球を出す傾向が見られたほか、勝利投手になった試合でも救援陣の好投に助けられる展開が相次いだ。シーズン終了後の秋季キャンプでは、救援起用に向けて調整した。
2019年は、一軍の春季キャンプ中に右肘の違和感を訴え、公式戦開幕後の4月下旬まで右肘のリハビリに専念していた。6月上旬に一軍へ昇格してからは、6月6日の対千葉ロッテマリーンズ戦（ZOZOマリンスタジアム）で一軍公式戦初の救援登板を経験し、14試合の中継ぎ登板で5ホールド、防御率2.31という好成績を記録。ただし、課題である制球難は克服できず、WHIPは2点台に達していた。先発陣の増強を要するチーム事情から、7月下旬以降は二軍で先発調整を再開したが、一軍へ復帰できないままシーズンを終了し、一軍の公式戦は入団後初めて先発の機会がなかった。
2020年は、入団後初めて一軍公式戦での登板がなく、二軍でも公式戦15試合の登板で防御率11.51、9月16日に行われたソフトバンク三軍戦（非公式戦）では一死も取れずに1安打5四球を与えて降板したなど結果を残せなかった。
2021年は、12試合に登板し防御率7.98という成績だった。11月29日に、背番号を98に変更することが発表された。
2022年は、一軍公式戦での登板が5試合に留まり、10月4日に戦力外通告を受けた。12球団合同トライアウトへの参加を目指していたが、参加はしなかった。

### オリックス時代
2022年11月9日、オリックス・バファローズに育成選手として入団することが発表された。背番号は130。
2023年は、春季キャンプこそB組で迎えたものの、3月に埼玉西武ライオンズとの練習試合で3回無失点、広島との教育リーグでは4回1失点、東北楽天ゴールデンイーグルスとのオープン戦では4回1失点と結果を残した。開幕後の二軍成績は2試合登板で、0勝1敗1セーブ、防御率4.50の成績だったが、GMの福良淳一からは先発投手として期待され、4月7日に支配下登録された。背番号は59。しかし、一軍での登板は5試合のみにとどまり、二軍のシーズン終了後に行われた社会人チームとの練習試合で左脇腹を痛めて緊急降板する場面もあった。10月28日に球団から2年連続となる戦力外通告を受け、その後、12月7日に育成選手として再契約したことが発表された。背番号は130に戻った。
2024年は二軍で27試合に登板。防御率2.08、被打率.122、奪三振率10.04という好成績を残したものの、同年中の支配下復帰は叶わなかった。オフの10月31日に規定にのっとり一旦自由契約選手として公示されたが、現状維持で契約を更改し、再契約を行った。10月に参加したフェニックス・リーグでは最速156km/hを計測する好調さを見せ、11月から12月にかけては、齋藤響介、髙島泰都とともにオーストラリアン・ベースボールリーグのメルボルン・エイシズに派遣される予定だった山下舜平大の故障により、急遽小野が派遣メンバーに抜擢された。同チームでは主に抑えを務め、9試合の登板中、8試合連続無失点の投球を見せた。

## 選手としての特徴
リーチの長さを生かしたしなやかなオーバースローから繰り出す最速157km/hのストレートを中心に、変化球はスライダー、スプリット、100km/h台のスローカーブを操る。右肘を柔らかくしならせる投球フォームが岸孝之に似ていることから、「岸二世」とも呼ばれている。
特にストレートに対する評価が高く、2017年の春季キャンプでは、当時一軍監督だった金本知憲が「ドラフト1位（で指名する）以上の価値がある」「将来は大エースになるんじゃないか」と表現。山本昌からも、ストレートの球質を絶賛された。2019年の秋季キャンプでは、臨時コーチに招聘された山本から直々に指導を受けている。小野自身は、チームメイトの藤川球児のように、低めから浮き上がって見える球質のストレートを投げることを目標に挙げている。

## 人物・エピソード
「泰己（たいき）」という名前を付けたのは競馬好きの実父で、競走馬のタイキブリザードにちなんでいるという。
高校時代に倉野信次（地元球団・福岡ソフトバンクホークスの投手コーチ）のサインをもらって感動したことから、自身も阪神への入団後は、キャンプ期間中でも足を止めてなるべく多くのファンにサインを書くことを心掛けているという。
富士大学への進学を決めた理由の一つとして、多和田が明治神宮野球大会でノーヒットノーランを達成した試合を高校3年次にテレビ中継で見たことを挙げている。
阪神1年目の2017年には、この年のセ・パ交流戦最終カードであった東北楽天との最終戦（6月19日・甲子園）で、岸との先発対決が初めて実現。0-1という僅差のスコアで岸に軍配が上がったものの、小野自身も7回1失点という内容で好投した。
2020年1月に一般女性と結婚した。

## 詳細情報

### 年度別投手成績
| 年 度     | 球 団      | 登 板 | 先 発 | 完 投 | 完 封 | 無 四 球 | 勝 利 | 敗 戦 | セ 丨 ブ | ホ 丨 ル ド | 勝 率 | 打 者 | 投 球 回 | 被 安 打 | 被 本 塁 打 | 与 四 球 | 敬 遠 | 与 死 球 | 奪 三 振 | 暴 投 | ボ 丨 ク | 失 点 | 自 責 点 | 防 御 率 | W H I P |
| --------- | ---------- | ----- | ----- | ----- | ----- | -------- | ----- | ----- | -------- | ----------- | ----- | ----- | -------- | -------- | ----------- | -------- | ----- | -------- | -------- | ----- | -------- | ----- | -------- | -------- | ------- |
| 2017      | 阪神       | 15    | 15    | 0     | 0     | 0        | 2     | 7     | 0        | 0           | .222  | 343   | 78.2     | 78       | 6           | 40       | 0     | 5        | 63       | 4     | 0        | 38    | 38       | 4.35     | 1.50    |
| 2018      | 阪神       | 23    | 23    | 0     | 0     | 0        | 7     | 7     | 0        | 0           | .500  | 573   | 126.1    | 133      | 10          | 81       | 0     | 3        | 96       | 10    | 0        | 71    | 67       | 4.77     | 1.69    |
| 2019      | 阪神       | 14    | 0     | 0     | 0     | 0        | 0     | 1     | 0        | 5           | .000  | 58    | 11.2     | 11       | 0           | 13       | 2     | 1        | 6        | 0     | 0        | 3     | 3        | 2.31     | 2.06    |
| 2021      | 阪神       | 12    | 0     | 0     | 0     | 0        | 0     | 0     | 0        | 0           | ----  | 71    | 14.2     | 17       | 1           | 8        | 0     | 1        | 14       | 0     | 0        | 13    | 13       | 7.98     | 1.70    |
| 2022      | 阪神       | 5     | 0     | 0     | 0     | 0        | 0     | 0     | 0        | 0           | ----  | 25    | 5.0      | 7        | 1           | 3        | 0     | 0        | 7        | 0     | 0        | 3     | 1        | 1.80     | 2.00    |
| 2023      | オリックス | 5     | 1     | 0     | 0     | 0        | 0     | 0     | 0        | 0           | ----  | 35    | 6.0      | 6        | 0           | 10       | 0     | 1        | 0        | 0     | 0        | 4     | 4        | 6.00     | 2.67    |
| 通算：6年 | 通算：6年  | 74    | 39    | 0     | 0     | 0        | 9     | 15    | 0        | 5           | .375  | 1105  | 242.1    | 252      | 18          | 155      | 2     | 11       | 186      | 14    | 0        | 132   | 126      | 4.68     | 1.68    |

- 2024年度シーズン終了時
- 太字の文字はリーグ最多

### 年度別守備成績
| 年 度 | 球 団      | 投手  | 投手  | 投手  | 投手  | 投手  | 投手     |
| 年 度 | 球 団      | 試 合 | 刺 殺 | 補 殺 | 失 策 | 併 殺 | 守 備 率 |
| ----- | ---------- | ----- | ----- | ----- | ----- | ----- | -------- |
| 2017  | 阪神       | 15    | 10    | 15    | 0     | 1     | 1.000    |
| 2018  | 阪神       | 23    | 9     | 23    | 1     | 4     | .970     |
| 2019  | 阪神       | 14    | 2     | 1     | 0     | 0     | 1.000    |
| 2021  | 阪神       | 12    | 1     | 0     | 0     | 0     | 1.000    |
| 2022  | 阪神       | 5     | 0     | 0     | 0     | 0     | ----     |
| 2023  | オリックス | 5     | 1     | 1     | 0     | 0     | 1.000    |
| 通算  | 通算       | 74    | 23    | 40    | 1     | 5     | .984     |

- 2024年度シーズン終了時

### 記録
初記録
投手記録
- 初登板・初先発登板：2017年5月21日、対東京ヤクルトスワローズ9回戦（明治神宮野球場）、4回1/3を4失点
- 初奪三振：同上、1回裏に山田哲人から空振り三振
- 初勝利・初先発勝利：2017年8月29日、対東京ヤクルトスワローズ22回戦（阪神甲子園球場）、6回無失点[15]
- 初ホールド：2019年6月6日、対千葉ロッテマリーンズ3回戦（ZOZOマリンスタジアム）、6回裏に2番手で救援登板、2回無失点

打撃記録
- 初打席：2017年5月21日、対東京ヤクルトスワローズ9回戦（明治神宮野球場）、3回表に星知弥から空振り三振
- 初安打：2017年8月29日、対東京ヤクルトスワローズ22回戦（阪神甲子園球場）、3回裏に石川雅規から左前安打
- 初打点：2018年8月18日、対東京ヤクルトスワローズ15回戦（明治神宮野球場）、4回表にマット・カラシティーから一塁ゴロの間に記録

### 背番号
- 28（2017年 - 2021年）
- 98（2022年）
- 130（2023年 - 同年4月6日、2024年 - ）
- 59（2023年4月7日 - 同年終了）

### 登場曲
- 「every」GReeeeN（2017年）
- 「イチブトゼンブ」B'z（2018年）
- 「Beautiful Now」Zedd（2019年 - 2020年）
- 「FIRE」BTS（2021年）
- 「ON」BTS（2022年 - ）